# Comèdia-ballet
La comèdia-ballet és un drama, musical i coreogràfic creat per Molière per a la seva obra Les Fâcheux. Barrejant música i dansa en una acció única —al contrari de l'òpera-ballet, que concedia més importància a la composició—, la comèdia-ballet es basa en successos contemporanis i mostra personatges comuns de la vida quotidiana. El matrimoni n'era, sovint, el tema central.
El trio format per Molière, Lully i Pierre Beauchamp van crear una mitja dotzena d'obres d'aquest gènere, que es pot considerar com un precedent de l'actual musical. Després de la defunció del compositor Lully el 1687, el gènere va perdre força fins a desaparèixer del tot. No obstant, gairebé un segle més tard, un altre gran músic francès, Jean-Philippe Rameau, encara componia en aquesta forma alguna de les seves obres.

## Comèdies-ballet[2]
| Data | Obra                             | Coreografia      | Música                   | Dramaturg                        |  |
| ---- | -------------------------------- | ---------------- | ------------------------ | -------------------------------- |  |
| 1661 | Els Fâcheux                      | Pierre Beauchamp | Jean-Baptiste Lully      | Jean-Baptiste Poquelin (Molière) |  |
| 1664 | Le mariage forcé                 | Pierre Beauchamp | Jean-Baptiste Lully      | Jean-Baptiste Poquelin (Molière) |  |
| 1665 | L'Amour médecin                  | Pierre Beauchamp | Jean-Baptiste Lully      | Jean-Baptiste Poquelin (Molière) |  |
| 1668 | George Dandin                    | Pierre Beauchamp | Jean-Baptiste Lully      | Jean-Baptiste Poquelin (Molière) |  |
| 1669 | Monsieur de Pourceaugnac         | Pierre Beauchamp | Jean-Baptiste Lully      | Jean-Baptiste Poquelin (Molière) |  |
| 1670 | Les amants magnifiques           | Pierre Beauchamp | Jean-Baptiste Lully      | Jean-Baptiste Poquelin (Molière) |  |
| 1670 | Le Bourgeois gentilhomme         | Pierre Beauchamp | Jean-Baptiste Lully      | Jean-Baptiste Poquelin (Molière) |  |
| 1672 | Le mariage forcé (segona versió) | Pierre Beauchamp | Marc-Antoine Charpentier | Jean-Baptiste Poquelin (Molière) |  |
| 1673 | Le Malade imaginaire             | Pierre Beauchamp | Marc-Antoine Charpentier | Jean-Baptiste Poquelin (Molière) |  |
| 1679 | Le Sicilien                      |                  | Marc-Antoine Charpentier | Jean-Baptiste Poquelin (Molière) |  |
| 1744 | La Princesse de Navarre          |                  | Jean-Philippe Rameau     | François Marie Arouet (Voltaire) |  |